# أوروغوايانا، ريو غراندي دو سول
أوروغوايانا، ريو غراندي دو سول هي بلدية في البرازيل، تتبع ريو غراندي دو سول، بلغ عدد سكانها 125٬435  نسمة، في 2010، تبلغ مساحتها 5٬715٫763 كيلومتر مربع، رمزها البريدي هو 97500-000.

## الموقع
تشترك في الحدود مع:
- أليجريت
- بارا دو كواري.

## مدن توأم
المدن التوأم:
- غويا، خيريز دي لا فرونتيرا.

## أعلام
- فاسكو برادو
- فرانسيسكو أرامبورو
- كريستيان مارتينز كابرال
- فرانكو فيريرو
- خوسيه لويس بينتو